# 前476年
| 千纪： | 前1千纪 |
| 世纪： | 前6世纪 \| 前5世纪 \| 前4世纪 |
| 年代： | 前500年代 \| 前490年代 \| 前480年代 \| 前470年代 \| 前460年代 \| 前450年代 \| 前440年代 |
| 年份： | 前481年 \| 前480年 \| 前479年 \| 前478年 \| 前477年 \| 前476年 \| 前475年 \| 前474年 \| 前473年 \| 前472年 \| 前471年                                                                             |
| 纪年： | 周敬王四十四年 魯哀公十九年 齐平公五年 晉定公三十六年 秦厉共公元年 楚惠王十三年 宋景公四十一年 卫出公后元年 蔡成侯十五年 郑声公二十五年 燕孝公十七年 吴王夫差二十年 越王勾践二十一年 杞湣公十一年 |

## 大事记
- 按史记春秋时代结束，战国时代开始。
- 趙襄子繼位，又聯合魏、韓兩家滅掉了智氏之後，又打敗併合並代國，趙國在今冀南和豫北的疆域大致形成。
- 申包胥出使越國，向勾踐提出了「智為始，仁次之，勇次之」的建言。
- 中国有司南的记载。
- 在山西和河北出土的齿轮的年代被确定为前476年。
- 希腊联军攻占波斯占领的色雷斯沿海地区、爱琴海许多岛屿和拜占庭。

## 出生
- 墨子，中国哲学家，（墨子出生于前476年左右，详细年日不清，逝世于前390年左右）

## 逝世
- 周敬王姬匄（生年不明）

《左传．哀公十九年》记载，冬，周敬王去世。
- 趙簡子，趙氏領袖，生年不詳。